# Robert-François Damiens
Robert- François Damiens (9 de janeiro de 1715 – 28 março de 1757) foi um camponês francês acusado de atentar contra a vida do rei Luís XV em 1757, o que culminou numa notória e controversa execução pública. Damiens foi a última pessoa a ser executada na França de acordo com métodos que incluíam tortura e esquartejamento.

## Biografia
Damiens nasceu em 9 de janeiro de 1715 em La Thieuloye, um vilarejo perto de Arras no norte da França. Se alistou no exército ainda jovem. Depois da baixa, tornou-se um empregado doméstico no colégio dos jesuítas em Paris, mas foi despedido deste assim como de outros empregos graças a sua conduta deturpada, a qual lhe rendeu o apelido de ''Robert le Diable (Roberto, o Diabo). A motivação de Damiens sempre foi questionada: historiadores geralmente o descrevem como louco.

## Tentativa de assassinato
Em 5 de janeiro de 1757, enquanto o rei entrava em sua carruagem no Palácio de Versalhes, Damiens atacou-o com uma faca, causando apenas uma ferida superficial. Damiens não tentou fugir, sendo logo apreendido. Ele foi, então, torturado e forçado a dizer quem eram seus cúmplices no atentado e quem o havia mandado. O interrogatório não teve sucesso. Ele foi condenado por Parricídio (um atentado contra o pai — Luís XV se considerava o pai de todos os franceses — e sentenciado a afogamento e esquartejamento por cavalos na Place de Grève.

## Tortura e execução
Tirado da prisão no dia 8 de Março do mesmo ano (1757), Damiens foi entregue ao executor real Samson e supostamente teria dito journeé sera rude (o dia será difícil). O protocolo previa que o condenado fosse torturado nos mamilos, braços, coxas e barrigas das pernas. A mão direita (a que brandia o punhal) deveria ser queimada com fogo de enxofre e às partes atenazadas seria aplicado chumbo derretido, óleo a ferver, piche em fogo, cera e enxofre derretidos conjuntamente, sendo o corpo, finalmente, esquartejado por quatro cavalos. Ademais, problemas ocorreram na execução do condenado. Os quatro cavalos não conseguiram esquartejar a vítima, assim sendo foi necessária a junção de mais dois cavalos para tentar concretizar o ato. Os seis cavalos ainda não deram conta do trabalho, desse modo Samson foi obrigado a ir com uma faca decepar as juntas de Damiens até os ossos para que os cavalos conseguissem finalmente despedaça-lo na frente dos cidadãos franceses. Finalmente, o dorso de Damiens, já sem os membros mas ainda dando sinais de vida, foi, diante do público presente, atirado ao fogo.